# والدش
والدش (به آلمانی: Waldesch) یک شهر در آلمان است که در ماین-کبلنتس واقع شده‌است. والدش ۲٬۲۲۹ نفر جمعیت دارد.